# Bolbocerastes serratus
Bolbocerastes serratus es una especie de coleóptero de la familia Geotrupidae.

## Distribución geográfica
Habita en México y Estados Unidos.